# Hellnar
Hellnar este un vechi sat de pescari, un grup de case și clădiri vechi, situat în apropiere de Arnarstapi pe partea vestică a peninsulei  Snæfellsnes, Islanda.

## Istoria
Deși satul Hellnar a fost un important port de escală pentru navele de pescuit și cel mai mare centru al navelor de pescuit și al pescuitului în Snæfellsnes, au existat, de asemenea, câteva ferme în și în jurul satului Hellnar, împreună cu destul de puține așezări semi-permanente și spații de locuit pe termen scurt pentru marinari și forța de muncă migratoare. Satul Hellnar e posibil să fi fost, după toate probabilitățile, un important port în Evul Mediu. Cea mai veche sursă scrisă care îl descrie ca fiind un port de pescuit datează din 1560. 

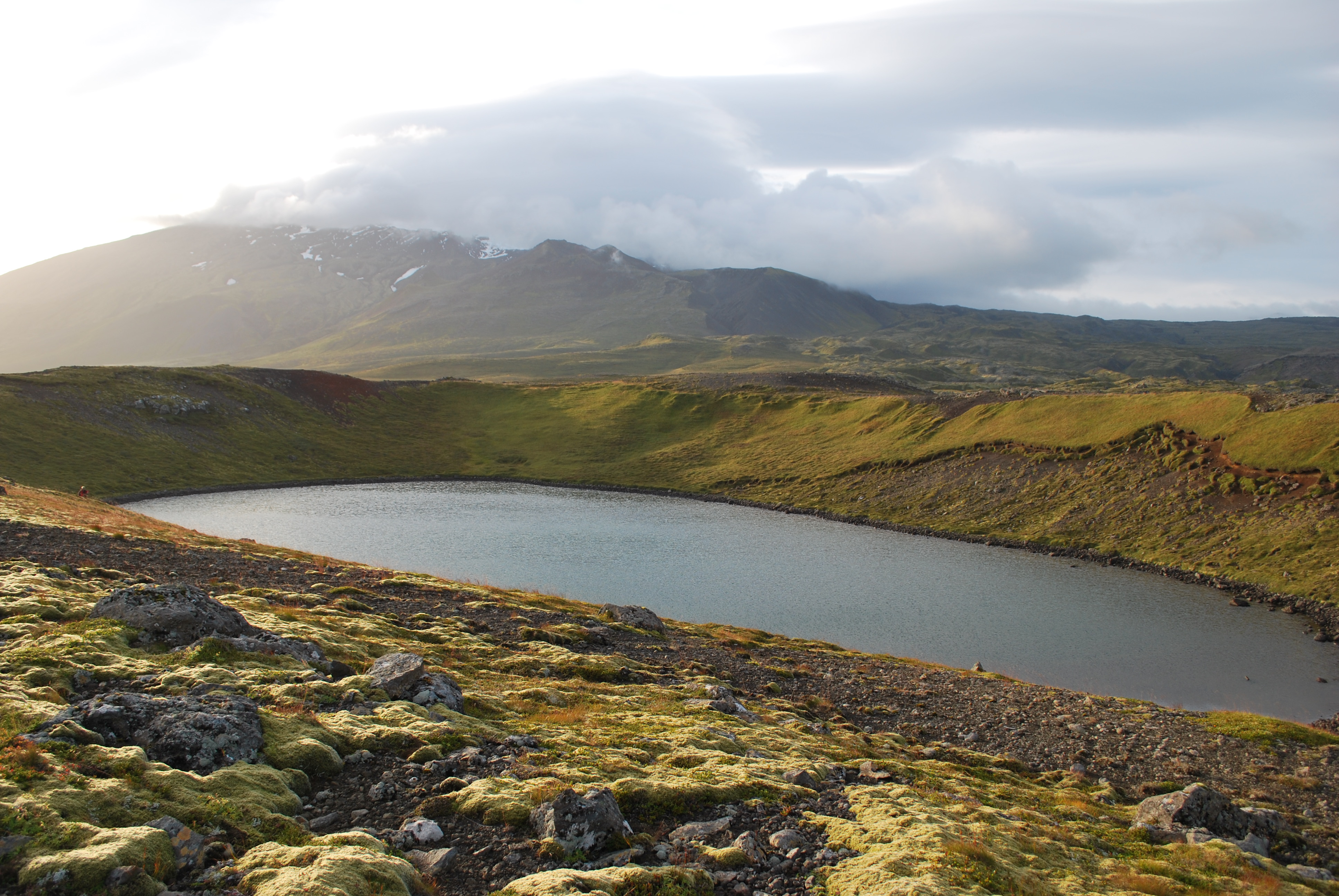
Lacul din crater, la nord de sat

În vremuri timpurii, Hellnar e posibil să fi avut ferme în mare parte legate de pescuit și clădiri. Conform recensământului național din 1703, au fost înregistrate 194 persoane ca fiind locuitori din Hellnar. În același an au fost numărate 38 de clădiri și ferme, din care 7 ferme sunt enumerate ca ferme agricole, 11 ca având funcții de pescuit și 20 au fost enumerate ca fiind semi-permanente sau spații de cazare de scurtă ședere pentru forța de muncă migratoare și a persoanelor strămutate.

## Geografia

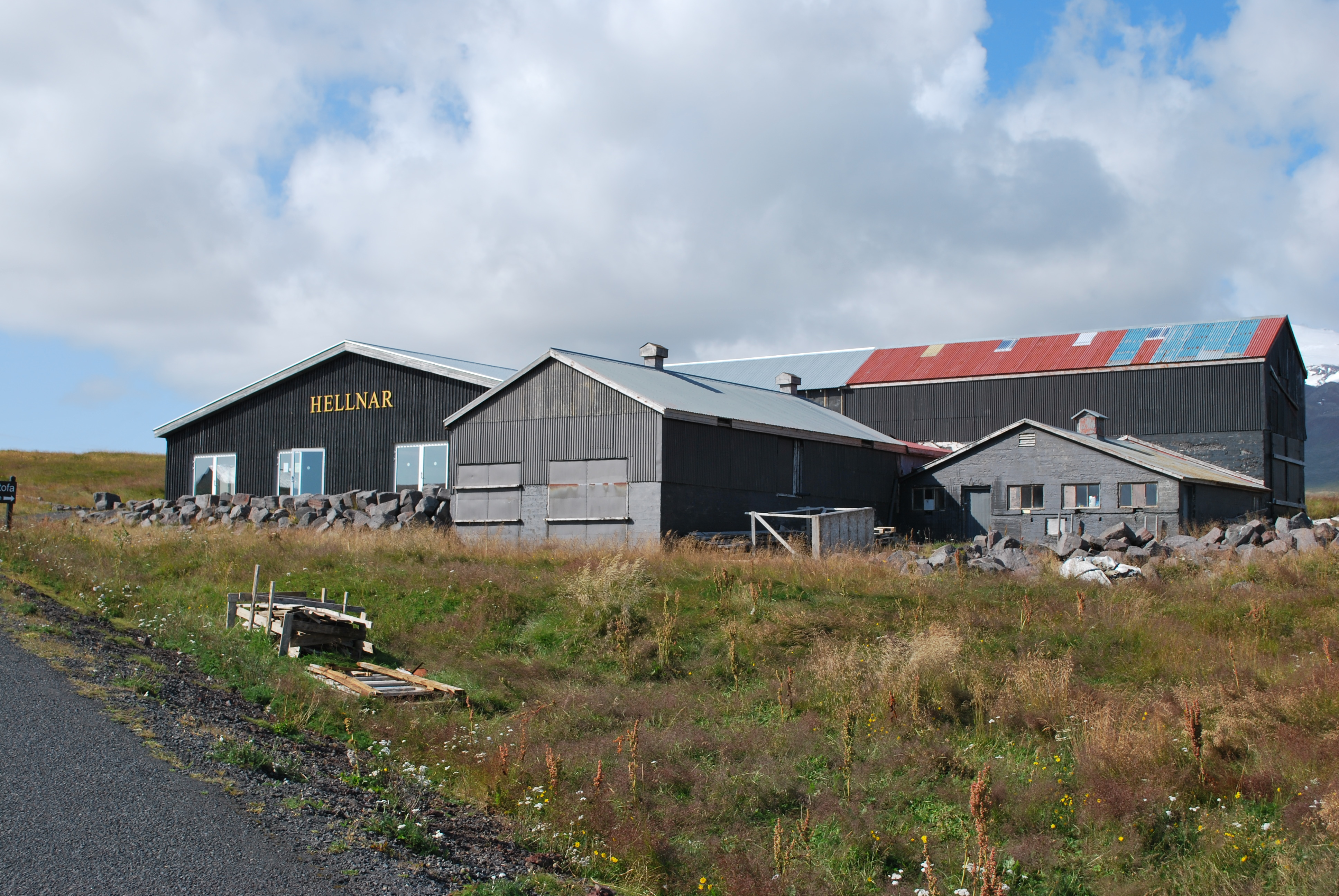
Muzeul din Hellnar

Pe plajă pot fi văzute unele formațiuni spectaculoase de roci, dintre care una este o stâncă proeminentă numită Valasnös. În această stâncă există o peșteră cunoscută pentru schimbările colorate de iluminat și de nuanțe, care variază în ton cu lumina naturală și mișcările de mare.

## Bibliografia
- Vesturland.is
- Þorsteinn Jósepsson|Steindór Steindórsson|Páll Líndal|Landið þitt Ísland, H-K|Örn og Örlygur|1982